# Corey-Gilman-Ganem-Oxidation
Die Corey-Gilman-Ganem-Oxidation (auch Corey-Ganem-Oxidation), benannt nach ihren Entdeckern E. J. Corey, N. W. Gilman und B. E. Ganem, ist eine Namensreaktion aus der organischen Chemie und wurde erstmals 1968 veröffentlicht. Die Reaktion beschreibt die Synthese von Estern aus Aldehyden oder Allylalkoholen. 

## Übersichtsreaktion
Ein α,β-ungesättigter Aldehyd reagiert unter Einsatz von Mangandioxid, Kaliumcyanid und Methanol zu einem α,β-ungesättigten Methylester.
Anstelle des Aldehyds kann Allylalkohol als Edukt eingesetzt werden. Statt Methanol kann ein anderer Alkohol zur Veresterung verwendet werden. 
Beispiel: Allylalkohol reagiert unter Zugabe von Mangandioxid, Kaliumcyanid und Ethanol zu Acrylsäureethylester:

## Reaktionsmechanismus
Der Mechanismus ist in der Literatur beschrieben und wird am Beispiel der oberen Übersichtsreaktion illustriert:
In einem durch das Cyanidion hervorgerufenen nukleophilen Angriff am Kohlenstoffatom des Aldehyd 1, reagiert dieses zu einem reaktiven Ion 2. Zugabe von Mangandioxid, daraus folgende Elektronenumlagerung und Abspaltung von Hydroxy(oxo)mangan liefert Zwischenstufe 3. Durch anschließende Zugabe des Alkohols (hier Methanol) und abschließender Freisetzung von Cyanwasserstoff entsteht der Ester (hier der Methylester 4).